# The Christians
The Christians is een Britse band uit Liverpool, die vooral populair was in de late jaren ’80 en de vroege jaren ’90.

## Biografie
De band werd in 1985 opgericht door Henry Priestman en de drie broers Garry Christian, Russell Christian en Roger Christian. De naam "The Christians" werd al snel geboren omdat Christian de doopnaam was van Priestman, en de achternaam van de drie andere leden. Het duurde niet lang voordat ook Paul Barlow, Mike Bulger en Tony Jones bij de band kwamen. In 1987 verliet Roger de band alweer omdat hij geen zin had om op tournee te gaan.
In 1987 verscheen het titelloze debuutalbum van The Christians. De vier singles van dit album deden het aardig in de Britse hitlijsten. De grootste hit van het album was "Ideal World", die ook de Nederlandse Top 40 bereikte. In 1988 hadden de The Christians een hit met een cover van "Harvest for the World" van The Isley Brothers. De opbrengst van dit nummer ging naar een goed doel. In 1989 brachten The Christians een nieuwe versie van "Ferry Cross the Mersey" van Gerry and the Pacemakers uit, als eerbetoon aan de slachtoffers van de Hillsboroughramp. Hun grootste hit scoorden The Christians een jaar later, met de ballad "Words". Dit was ook de eerste single van hun tweede studioalbum "Colour". Twee jaar later volgde de LP "Happy in Hell", waarvan de single "What's in a Word" een klein hitje werd.
Na 1993 hebben The Christians geen hits meer weten te scoren. Wel volgde dat jaar een verzamelalbum, getiteld "The Best of the Christians". In 2017 verscheen "Sings & Strings: Greatest Hits Reimagined".

## Discografie

### Hitnoteringen
| Single met eventuele hitnotering(en) in de Nederlandse Top 40 | Datum van verschijnen | Datum van binnenkomst | Hoogste positie | Aantal weken | Opmerkingen                                         |
| ------------------------------------------------------------- | --------------------- | --------------------- | --------------- | ------------ | --------------------------------------------------- |
| Forgotten Town                                                | 1987                  |                       | Tip2            | -            |                                                     |
| Ideal World (remix)                                           | 1987                  | 09-01-1988            | 21              | 7            |                                                     |
| Born Again (remix)                                            | 1988                  | 14-05-1988            | 35              | 3            |                                                     |
| Harvest for the World                                         | 1988                  | 12-11-1988            | 32              | 4            |                                                     |
| Ferry 'cross The Mercy                                        | 1989                  | 17-06-1989            | 20              | 5            | Deelnemend Artiest Benefiet t.b.v. Hillsboroughramp |
| Words                                                         | 1990                  | 06-01-1990            | 5               | 10           |                                                     |
| I Found Out                                                   | 1990                  |                       | Tip12           | -            |                                                     |
| What's in a Word                                              | 1992                  | 19-09-1992            | 31              | 3            |                                                     |

| Single met hitnotering(en) in de Vlaamse Ultratop 50 | Datum van verschijnen | Datum van binnenkomst | Hoogste positie | Aantal weken | Opmerkingen                                         |
| ---------------------------------------------------- | --------------------- | --------------------- | --------------- | ------------ | --------------------------------------------------- |
| Ferry 'cross The Mercy                               | 1989                  | 01-07-1989            | 28              | 2            | Deelnemend Artiest Benefiet t.b.v. Hillsboroughramp |
| Words                                                | 1989                  | 03-02-1990            | 10              | 9            |                                                     |

### Overige Singles
- "Hooverville (And They Promised Us The World)" (1987)
- "When the Fingers Point" (1987)
- "Greenbank Drive" (1990)
- "Father" (1992)
- "The Bottle" (1993)
- "The Perfect Moment" (1993)

### Albums
| Album met eventuele hitnotering(en) in de Nederlandse Album Top 100 | Datum van verschijnen | Datum van binnenkomst | Hoogste positie | Aantal weken | Opmerkingen |
| ------------------------------------------------------------------- | --------------------- | --------------------- | --------------- | ------------ | ----------- |
| The Christians                                                      | 1987                  | 26-12-1987            | 16              | 26           |             |
| Colour                                                              | 1990                  | 27-01-1990            | 7               | 17           |             |
| Happy In Hell                                                       | 1992                  | 10-10-1992            | 44              | 5            |             |

### Overige Studioalbums
- "Prodigal Sons" (2003)
- "Soul from Liverpool" (2009)
- "Speed of Life" (2012)
- "The Christians" – Deluxe 25th anniversary re-release (2012)
- "Colour" – Deluxe 25th anniversary re-release (2012)
- "We" (2015)

### NPO Radio 2 Top 2000
| Nummer met noteringen in de NPO Radio 2 Top 2000 | '03  | '04  |
| ------------------------------------------------ | ---- | ---- |
| Words                                            | 1415 | 1777 |

1. ↑  Een vetgedrukt getal geeft de hoogste notering aan.
2. ↑  2003 was het eerste jaar met een notering voor dit nummer.
3. ↑  Deze tabel is bijgewerkt tot en met de laatste editie (2024).